# Actinidia strigosa
Actinidia strigosa là một loài thực vật có hoa trong họ Dương đào. Loài này được Hook.f. & Thomson mô tả khoa học đầu tiên năm 1861.